# Seznam písní s železniční tematikou
Seznam písní s železniční tematikou obsahuje české písničky vztahující se k vlakům či železnici. Téma železnice ztvárnili v hudbě mnozí interpreti. Od folkařů a trampských písničkářů, přes popové zpěváky až po punkery. Uvedeni jsou pouze čeští a slovenští interpreti s článkem na Wikipedii. Písnička by měla obsahovat víc než jen drobnou zmínku.
Železniční skladby v angličtině obsahuje seznam na anglické Wikipedii.
- 31. kolej – Karel Kryl
- Blues hvízdavého vlaku – Mirek Hoffmann a Greenhorns
- Blues nákladního vlaku – Eva Svobodová
- Casey Jones – všichni možní
- Čekání na vlak – White Stars / Greenhorns
- Dál šíny zvoní – Hop Trop
- Dětskej vlak – Petr Rezek
- Dlouho nejel žádnej vlak – Hop Trop
- Dokud se zpívá – Jaromír Nohavica
- Ďáblův vlak – Pacifik
- Hej pane průvodčí – Karel Zich
- Hej, strojvůdče – Greenhorns
- Hobo – Wabi Ryvola
- Chyť ten vlak – Yvetta Simonová
- I cesta může být cíl – Mňága a Žďorp / Oldřich Janota (pod názvem Zrychlený vlak)
- Je lepší vlakem jet než s tebou žít –  Pavel Bobek
- Jede jede mašinka – Maxim Turbulenc
- Jede vláček (ČD Song) – Pokáč
- Jedeme vlakem – Zdeněk Svěrák a Jaroslav Uhlíř
- Jižní vlak – Mirek Hoffmann a Greenhorns
- Kočárem mým je vagón uhlí – Michal Tučný
- Kolejiště – Kamelot
- Koukám, jak celá země vstává – Michal Tučný
- Kozel – Jaromír Nohavica
- Ku Praze uhání vlak – Šlapeto
- Leží dáma na kolejích – Traband
- Malý veľký vlak – Miroslav Žbirka
- Mám svůj stín – Ivan Král
- Modré čepice – Jaromír Nohavica
- Mrtvej vlak – Miki Ryvola
- Můj vlak vysněnej – Country Beat Jiřího Brabce
- Nádraží – Hana Křížková
- Nádraží – Laura a její tygři
- Nádraží – Jaroslav Samson Lenk
- Nádraží – N. V. Ú.
- Nádraží – Michal Prokop
- Nádraží – Tři sestry
- Nádraží – Michal Tučný a Fešáci
- Nádraží – Jaroslav Uhlíř
- Nádraží v městečku M – Hana Zagorová
- Nádražní blues – Ivan Hlas
- Nádražní ráj – Marie Rottrová
- Náhle blázen – Petra Janů
- Nejdelší vlak – Eva Kriz–Lifková a Spirituál kvintet
- Neopatrný křeček – Ivan Mládek
- Nestihlas ten vlak – Těžkej Pokondr
- Noha na kolejích – The Tap Tap
- Oranžový expres – Greenhorns
- Pane Nováku – Petr Skoumal
- Píseň brzdaře Jeffa – Ivan Mládek
- Písně vlaků – Fešáci
- Plán na zimu – Hm...
- Polední vlak – Sem Tam
- Poslední vlak – Lucie Bílá
- Posledním vlakem – Monika Načeva
- Potkal jsem ve vlaku svou osudovou dívku – Mňága a Žďorp
- Prázdný expres – Naďa Urbánková
- Prázdný nádraží – Michal Tučný
- Pražce – Pavel Dobeš
- První vlak – Pavel Brümer a Fešáci
- První vlak na jih – Wabi Daněk
- Přednosta stanice – Vlasta Burian / Šlapeto
- Předposlední vlak – Věra Špinarová
- Ranní vlak – Greenhorns
- Rosa na kolejích – Wabi Daněk
- Rychlík jede do Prahy – Ivan Mládek / Děda Mládek Illegal Band
- Souhvězdí jisker – František a Jan Nedvědovi
- Stanice, kde nestaví vlak – Miluše Voborníková
- Starý vlak – Blanket
- Starý vlak – Orchester Braňa Hronca
- Stín na kolejích – Pacifik
- Strašidelný vlak – Fešáci
- Strojvůdce Příhoda – Jan Werich
- Šel nádražák na mlíčí – Jaroslav Uhlíř a Zdeněk Svěrák (Divadlo Járy Cimrmana)
- Tak už mi má holka mává – Wabi Ryvola
- Tentokrát nám neujede vlak – Věra Martinová
- Tobě tenkrát nejel vlak – Karel Černoch
- Tón kolejnic – Láďa Vodička
- Tunel jménem čas – Hoboes
- Tvůj vlak – Pavel Novák
- Tvůj vlak – Karel Zich
- Už dlouho nejel žádnej vlak – Hop Trop
- Už tě vlak přiváží – Michal Tučný, Tomáš Linka a Greenhorns
- Vánoční vlak – Zelenáči
- Vláček – Spirituál kvintet
- Vlak – Karel Gott
- Vlak – Horkýže Slíže
- Vlak – Minnesengři
- Vlak – Karel Plíhal
- Vlak – Vypsaná fiXa
- Vlak – Znouzectnost
- Vlak, co nikde nezastaví – Olympic
- Vlak do dětství – Naďa Urbánková
- Vlak do lepších časů – Janek Ledecký
- Vlak do Nice – Extra Band
- Vlak do země blues – Pacifik
- Vlak do zlatodolu – Taxmeni (Krajánci)
- Vlak do Ženevy – Znouzectnost
- Vlak družby – Mňága a Žďorp
- Vlak je vlak – Ivan Mládek
- Vlak jede krajinou – Krch-off band
- Vlak pre dvoch – Darina Rolincová a Jiří Korn
- Vlak půlnoční – Michal Tučný a Greenhorns
- Vlak smrti – Vitacit
- Vlak v 0,5 – Michal Tučný a Greenhorns
- Vlakem Na Kolín – Krausberry
- Vlaky – Buty
- Vlaky – Hudba Praha
- Vlaky – Příbuzní
- Vlaky – Martin Maxa
- Vlaky – Jiří Štědroň
- Vlaky v hlavě – Katapult
- Vožralej vlak – Wabi & Miki Ryvola
- Zmeškal jsi vlak – Yvetta Simonová
- Žádnej vlak – Greenhorns
- Železniční most – Karel Plíhal